# Rugby à XV aux Pays-Bas

Le rugby à XV est un sport mineur aux Pays-Bas. Les Néerlandais vouent une véritable passion pour le football, discipline dans laquelle ils ont évolué au plus haut niveau mondial pendant de nombreuses années. Ils pratiquent également le hockey sur gazon, le volley-ball,. Internationalement, les Pays-Bas réussissent particulièrement dans les sports cyclistes (cyclisme sur route, cyclo-cross), en patinage de vitesse, short-track, tennis, en natation, en athlétisme. 
En 2009, les Pays-Bas comptent 8 059 licenciés, 79 clubs.
L'équipe des Pays-Bas n'a jamais participé à la phase finale de Coupe du monde de rugby. Elle est considérée comme une équipe de troisième ordre, selon le classement actuel établi par l'IRB.

## Histoire
Le rugby à XV aux Pays-Bas n'est pas historiquement un sport populaire, cependant c'est un sport qui connaît un intérêt croissant. Le rugby a été introduit aux Pays-Bas avant la seconde Guerre mondiale. En 2009, la moitié des 8000 pratiquants affiliés sont des jeunes et des adolescents. De plus le championnat s'est structuré, près de 80 clubs domestiques participent à différents niveaux à une compétition bien organisée. Cependant, la faible notoriété entraîne une absence de couverture médiatique et l'absence de moyens financiers. L'évolution est donc difficile et il est plus facile pour un bon joueur de rugby néerlandais de s'expatrier en France ou dans les îles britanniques. 
Le premier club de rugby à XV est Koninklijke HFC, créé le 15 septembre 1879 par Pim Mulier, âgé alors de 14 ans, qui a commencé la pratique de ce sport en 1870. Cependant HFC change de code pour le football en 1883. Le Delftsche Studenten Rugby Club est le premier club de rugby officiel le 24 septembre 1918. La Fédération néerlandaise de rugby à XV est créée le 7 septembre 1920 mais elle disparaît en 1923 à cause du nombre trop restreint de clubs. La fédération renaît le 1er octobre 1932, six mois après la première rencontre de l'équipe des Pays-Bas de rugby à XV disputée contre la Belgique.
Quelques joueurs notables de rugby à XV néerlandais sont :
- Michael van der Loos, un deuxième ligne de La Haye. Van der Loos a joué avec succès au pays de Galles et en France, et il a été sondé pour une naturalisation pour jouer dans les équipes nationales locales[6].
- Marcel Bierman, un demi d'ouverture disparu tragiquement, en se brisant le cou en 1988 lors du tournoi de rugby à sept d'Hong Kong Sevens, ce qui a nui à l'image du rugby aux Pays-Bas[6].
- Yves Kummer[6].
- Andre Marcker et son frère Mats Marcker[6].
- Paul Bloom, un ailier[6]
- Tim Visser, Newcastle Falcons, Edinburgh Rugby & RC Hilversum, qui a choisi de jouer pour l'Écosse[7],[8],[9]
- Sep Visser, son frère, Edinburgh Rugby
- Zeno Kieft, joueur du Stade Rochelais[10]

## Institution dirigeante
La Fédération néerlandaise de rugby à XV (néerlandais: "Nederlandse Rugby Bond" ou DRB) a la charge d'organiser et de développer le rugby à XV aux Pays-Bas. Elle regroupe les fédérations provinciales, les clubs, les associations, les sportifs, les entraîneurs, les arbitres, pour contribuer à la pratique et au développement du rugby dans tout le pays. La fédération est créée en 1932 et membre de l'International Rugby Board depuis 1988. La fédération gère l'Équipe des Pays-Bas de rugby à XV.